# Odontoporella
Odontoporella is een mosdiertjesgeslacht uit de familie van de Hippoporidridae en de orde Cheilostomatida. De wetenschappelijke naam ervan is in 1894 voor het eerst geldig gepubliceerd door Héjjas.

## Soorten
- Odontoporella adpressa (Busk, 1854)
- Odontoporella bishopi Carter & Gordon, 2007

Niet geaccepteerde soorten:
- Odontoporella lata (Busk, 1856) → Hagiosynodos latus (Busk, 1856)
- Odontoporella parva (Marcus, 1938) → Scorpiodinipora costulata (Canu & Bassler, 1929)
- Odontoporella strophiae (Canu & Bassler, 1930) → Hagiosynodos strophiae (Canu & Bassler, 1930)
- Odontoporella turrita (Osburn, 1952) → Abditoporella turrita (Osburn, 1952)